# Rhabdodendron
Rhabdodendron är ett släkte av tvåhjärtbladiga växter. Rhabdodendron ingår i familjen Rhabdodendraceae.
Rhabdodendron är enda släktet i familjen Rhabdodendraceae.
Kladogram enligt Catalogue of Life:
| Rhabdodendron | \| \| Rhabdodendron amazonicum \| \| \| \| \| \| Rhabdodendron gardnerianum \| \| \| \| \| \| Rhabdodendron macrophyllum \| \| \| \| |
|               | \| \| Rhabdodendron amazonicum \| \| \| \| \| \| Rhabdodendron gardnerianum \| \| \| \| \| \| Rhabdodendron macrophyllum \| \| \| \| |
|               | Rhabdodendron amazonicum |
|               | |
|               | Rhabdodendron gardnerianum |
|               | |
|               | Rhabdodendron macrophyllum |
|               | |